# Episodi di L.A. Law - Avvocati a Los Angeles (quinta stagione)
La quinta stagione della serie televisiva L.A. Law - Avvocati a Los Angeles è stata trasmessa in anteprima negli Stati Uniti d'America dalla NBC tra il 18 ottobre 1990 e il 16 maggio 1991.
| nº | Titolo originale             | Titolo italiano | Prima TV USA     | Prima TV Italia |
| -- | ---------------------------- | --------------- | ---------------- | --------------- |
| 1  | The Bitch Is Back            |                 | 18 ottobre 1990  |                 |
| 2  | Happy Trails                 |                 | 25 ottobre 1990  |                 |
| 3  | Lie Harder                   |                 | 1º novembre 1990 |                 |
| 4  | Armand's Hammer              |                 | 8 novembre 1990  |                 |
| 5  | Smoke Gets in Your Thighs    |                 | 15 novembre 1990 |                 |
| 6  | Vowel Play                   |                 | 29 novembre 1990 |                 |
| 7  | New Kidney on the Block      |                 | 6 dicembre 1990  |                 |
| 8  | God Rest Ye Murray Gentleman |                 | 13 dicembre 1990 |                 |
| 9  | Splatoon                     |                 | 3 gennaio 1991   |                 |
| 10 | Pump It Up                   |                 | 10 gennaio 1991  |                 |
| 11 | Rest in Pieces               |                 | 31 gennaio 1991  |                 |
| 12 | He's a Crowd                 |                 | 7 febbraio 1991  |                 |
| 13 | Dances with Sharks           |                 | 14 febbraio 1991 |                 |
| 14 | The Gods Must Be Lawyers     |                 | 21 febbraio 1991 |                 |
| 15 | The Beverly Hills Hangers    |                 | 14 marzo 1991    |                 |
| 16 | Good to the Last Drop        |                 | 21 marzo 1991    |                 |
| 17 | Mutinies on the Banzai       |                 | 28 marzo 1991    |                 |
| 18 | As God Is My Co-Defendant    |                 | 4 aprile 1991    |                 |
| 19 | Speak, Lawyers, for Me       |                 | 25 aprile 1991   |                 |
| 20 | There Goes the Judge         |                 | 2 maggio 1991    |                 |
| 21 | On the Toad Again            |                 | 9 maggio 1991    |                 |
| 22 | Since I Fell for You         |                 | 16 maggio 1991   |                 |